# マルゼン (トイガンメーカー)
有限会社マルゼンは、エアソフトガンメーカーである。会社所在地は東京都墨田区横川3-11-11。日本エアースポーツ協会賛助会員
およびJASG加盟企業。

## 沿革
海外製玩具銃の輸入販売を行うなかでローカライズから国産化をすすめ､さらに独自の製品を開発、現在主流の6mmサイズのBB弾の実用化を行い、同社の製品は1980年代より日本国内のサバイバルゲームで広く使用された。当時の主な製品としてインターダイナミックKG9やIMIミニウージー、レミントンM870、S&W M59、ルガーP08、コルト・ガバメントなどのエアソフトガンがある。カートリッジ使用方式のエアコッキングガンが主流で、モデルガン的な要素と射撃性能重視の中間的な性格が広く受け入れられ、初期のサバイバルゲームブーム時は業界トップの支持を得ていた。特に、構造が単純で改造の行いやすいKG-9の愛用者が多かったとされる。
ガス使用方式製品が主流となった際には、サバイバルゲームに適した性能とシンプルな構造で低価格の製品を中心に販売し、入門者や少ない出費で趣味を楽しもうという層から支持を得ていた。
初期のサバイバルゲームブーム末期には、業界内の他社同様にパワーを魅力とした製品を販売し、専門誌記事中で問題視された事もある。
現在は精密射撃用のエアコッキングガン「APS（Air Precision Shooting）シリーズ」が特に知られている他、APSシリーズの発展系として単発式エアコッキングショットガンのCA870シリーズも発売されている。ガスブローバックモデルではアドバンスシュートシステムを使用している。代表的な製品として、マルゼン自ら「暴れ銃」と称し、強烈な振動と轟音とともに、50発の装填されたBB弾を瞬時に撃ち尽くしてしまうマシンピストル・タイプUがある。旧来品のライブシェル式ガスガンM870シリーズとM1100シリーズも改良を受けつつ定番として販売されている。
また、かつてはシューティングマッチ「プラチナカップ」を主催、現在はJASG主催「APSカップ」を主導しエアソフトガンの遊び方の啓発に努めている。このことに関し、アームズマガジン1996年8月号にてエース清水（現ACE）は、「一つのムーブメントを作ろうとする姿勢を応援したい」と言った旨のコメントを残している。

## ワルサー社との提携
ドイツのワルサー社と提携し、図面提供やメカニズムアドバイスなどを受けており、ワルサー社製銃器のエアソフトガンのリアルさでは他社の追従を許さない。その中でも特筆すべきはP99で、ワルサー社で「ジャパニーズP99（ワルサー社の日本市場向けP99）」という位置付けがなされる程である。
続いて製品化されたP38も実銃の図面提供受け設計されている。